# Alchemilla zmudae
Alchemilla zmudae es una especie de planta del género Alchemilla, perteneciente a la familia Rosaceae.

## Taxonomía
Alchemilla zmudae fue descrita por Pawł. en 1953.

## Distribución
Se encuentra en el territorio de Polonia.